# Ötztaler Radmarathon
L'Ötztaler Radmarathon (in it.: Maratona ciclistica della valle di Ötztal), o semplicemente Ötztaler, è una granfondo ciclistica che si disputa annualmente dal 1982 tra Austria e Italia.
Viene considerata la prova più dura della categoria, con quasi 230 km di lunghezza, quattro valichi alpini e 5.500 metri di dislivello.

## Storia
La prima edizione si svolse nel 1982 con partenza e arrivo a Innsbruck su un tracciato ad anello del tutto simile a quello attuale, ma percorso in senso opposto. Dal 1987 al 2002 la gara è stata ospitata da diverse località austriache oltre Innsbruck, come Mutters, Sölden e Steinach am Brenner.
A partire dagli anni 2000 l'organizzazione dell'evento è stata assunta da Ötztal Tourismus, ente turistico di Sölden e della valle di Ötztal, che ha fissato definitivamente la sede di partenza e arrivo a Sölden.
I plurivincitori della Ötztaler Radmarathon sono la svizzera Laila Orenos tra le donne con cinque affermazioni e l'austriaco Ekkehard Dörschlag tra gli uomini con quattro successi.

## Percorso
Partenza e arrivo sono ubicati a Sölden. Il percorso si snoda per i primi 127 km in territorio austriaco, superando il Kühtai (18,5 km da Oetz al 6,5% di media, con punte al 18%) e il passo del Brennero (33 km da Innsbruck al 2% di media, con massime al 12%). Il tracciato prosegue in Trentino-Alto Adige, attraverso il passo di Monte Giovo (15,5 km da Vipiteno al 7,3% di media con punte al 12%) e il temibile passo del Rombo (28,7 km da San Leonardo in Passiria al 6,1% con pendenza massima del 14%). Scollinato l'ultimo passo, il percorso torna in Austria per gli ultimi 29 km fino a Sölden.

## Albo d'oro

### Maschile
- 1982  Franz Wegscheider
- 1983  Franz Wegscheider
- 1984  Walter Slavik
- 1985  Anton Schöllberger
- 1986  Ekkehard Dörschlag
- 1987  Ekkehard Dörschlag
- 1988  Ekkehard Dörschlag
- 1989  Ekkehard Dörschlag
- 1990  Giuseppe Bovo
- 1991  Markus Kremser
- 1992  Gilbert Glaus
- 1993  Valter Bonča
- 1994  Valter Bonča
- 1995  Moritz Kruse
- 1996  Manfred Engensteiner /  Holger Sievers
- 1997  Patrick Vetsch
- 1998  Patrick Vetsch
- 1999  Ralf Keller
- 2000  Manfred Engensteiner
- 2001  Hugo Jenni
- 2002  Giuseppe Pannetta
- 2003  Mirko Puglioli
- 2004  Mirko Puglioli
- 2005  Christian Ceralli
- 2006  Emanuele Negrini
- 2007  Emanuele Negrini
- 2008  Antonio Corradini
- 2009  Emanuele Negrini
- 2010  Antonio Corradini
- 2011  Stefan Kirchmair
- 2012  Stefan Kirchmair
- 2013  Roberto Cunico
- 2014  Roberto Cunico
- 2015  Enrico Zen
- 2016  Bernd Hornetz
- 2017  Stefano Cecchini
- 2018  Mathias Nothegger
- 2019  Mathias Nothegger
- 2020 non disputata a causa della pandemia di COVID-19
- 2021  Johnny Hoogerland
- 2022  Jack Burke
- 2023  Manuel Senni
- 2024  Jack Burke

### Femminile
- 2001  Raffaela Romani
- 2002  Anna Corona
- 2003  Anna Corona
- 2004  Anna Corona
- 2005  Anna Corona
- 2006  Monia Gallucci
- 2007  Karin Gruber
- 2008  Monica Bandini
- 2009  Edith Vanden Brande
- 2010  Edith Vanden Brande
- 2011  Edith Vanden Brande
- 2012  Edith Vanden Brande
- 2013  Monika Dietl
- 2014  Laila Orenos
- 2015  Laila Orenos
- 2016  Laila Orenos
- 2017  Laila Orenos
- 2018  Laila Orenos
- 2019  Christina Rausch
- 2020 non disputata a causa della pandemia di COVID-19
- 2021  Christina Rausch
- 2022  Catherine Rossmann
- 2023  Janine Meyer
- 2024  Janine Meyer